# 龔旗煌
龔 旗煌（きょう きこう、1964年8月15日 - ）は、中華人民共和国の光学学者・教育者。現職は北京大学学長。

## 経歴
1964年8月15日。福建省莆田県（現在の莆田市）で生まれる。1979年、北京大学物理系に入学した。1989年を卒業。1988年にマンチェスター大学を留学。1991年、北京大学にて博士研究員課程修了。
1991年、母校である北京大学に採用され、物理系にて講師・助教授に就任した。1995年には、北京大学にて物理系の教授に昇任した。1994年に日本理化学研究所を研究。2009年以降、北京大学物理学院副院長、北京大学発展規画部副部長（2012年3月）、北京大学研究生院常務副院長（2015年7月）、北京大学学術委員会主任（2017年3月）、北京大学副学長（2017年7月）、北京大学教務長（2018年10月兼任）、北京大学研究生院院長（2019年8月兼任）、常務副学長（2019年12月）を歴任した。2022年6月、中国共産党中央委員会は龔旗煌を北京大学学長に任命した。

## 栄典
- 1997年、求是傑出青年学者賞
- 2007年、英国物理学会会士
- 2010年、アメリカ光学会会士
- 2013年、中国科学院院士
- 2015年、中国光学学会（中国語版）会士
- 2016年、何梁何利基金科学与技術進歩賞
- 2018年、発展中国家科学院（英語版）院士